# Hasnaoua
Hasnaoua è un comune dell'Algeria, situato nella provincia di Bordj Bou Arreridj.